# Crypton Future Media
 (décembre 2023).
La mise en forme du texte ne suit pas les recommandations de Wikipédia : il faut le « wikifier ».
Les points d'amélioration suivants sont les cas les plus fréquents. Le détail des points à revoir est peut-être précisé sur la page de discussion.
- Les titres sont pré-formatés par le logiciel. Ils ne sont ni en capitales, ni en gras.
- Le texte ne doit pas être écrit en capitales (les noms de famille non plus), ni en gras, ni en italique, ni en « petit »…
- Le gras n'est utilisé que pour surligner le titre de l'article dans l'introduction, une seule fois.
- L'italique est rarement utilisé : mots en langue étrangère, titres d'œuvres, noms de bateaux, etc.
- Les citations ne sont pas en italique mais en corps de texte normal. Elles sont entourées par des guillemets français : « et ».
- Les listes à puces sont à éviter, des paragraphes rédigés étant largement préférés. Les tableaux sont à réserver à la présentation de données structurées (résultats, etc.).
- Les appels de note de bas de page (petits chiffres en exposant, introduits par l'outil «  Source ») sont à placer entre la fin de phrase et le point final[comme ça].
- Les liens internes (vers d'autres articles de Wikipédia) sont à choisir avec parcimonie. Créez des liens vers des articles approfondissant le sujet. Les termes génériques sans rapport avec le sujet sont à éviter, ainsi que les répétitions de liens vers un même terme.
- Les liens externes sont à placer uniquement dans une section « Liens externes », à la fin de l'article. Ces liens sont à choisir avec parcimonie suivant les règles définies. Si un lien sert de source à l'article, son insertion dans le texte est à faire par les notes de bas de page.
- La présentation des références doit suivre les conventions bibliographiques. Il est recommandé d'utiliser les modèles {{Ouvrage}}, {{Chapitre}}, {{Article}}, {{Lien web}} et/ou {{Bibliographie}}. Le mode d'édition visuel peut mettre en forme automatiquement les références.
- Insérer une infobox (cadre d'informations à droite) n'est pas obligatoire pour parachever la mise en page.

Pour une aide détaillée, merci de consulter Aide:Wikification.
Si vous pensez que ces points ont été résolus, vous pouvez retirer ce bandeau et améliorer la mise en forme d'un autre article.
Crypton Future Media, Inc. (クリプトン・フューチャー・メディア株式会社, Kuriputon Fyūchā Media Kabushiki gaisha), ou simplement Crypton, est une société de médias japonaise basée à Sapporo, au Japon. Elle développe, importe et vend des produits pour la musique, tels que des logiciels de génération de sons, des CD et DVD d'échantillonnage, ainsi que des bibliothèques d'effets sonores et de musique de fond. La société fournit également des services d'achats en ligne, de communauté en ligne et de contenu mobile.

## Aperçu
Crypton a démarré son activité d'importation de produits audio en 1995 et développe, importe et vend des CD et DVD échantillonnés, des bibliothèques d'effets sonores et de musique de fond, ainsi que des applications de synthèse musicale. Ses principaux partenaires commerciaux au Japon sont les magasins d'instruments de musique, les magasins d'informatique et les revendeurs de logiciels.
La société a concédé des logiciels sous licence aux organisations suivantes : 
- Éditeurs de jeux vidéo, tels que Konami, Sega, Sony Interactive Entertainment, Bandai Namco Entertainment et Nintendo
- Médias de radiodiffusion publics et privés (télévision, radio et câble), tels que NHK
- Entreprises de logiciels et de matériel informatique, telles qu'Apple Inc., Dell et Microsoft
- Fabricants d'instruments de musique, tels que Roland Corporation et Yamaha Corporation
- Institutions publiques, telles que les gouvernements locaux, le ministère de la Défense et le ministère de l'Éducation, de la Culture, des Sports, de la Science et de la Technologie.
- Établissements d'enseignement, tels que les lycées, les universités et les écoles professionnelles

Crypton exploite également un certain nombre de sites Web mobiles japonais, principalement pour i-mode de NTT docomo, EZweb de au de KDDI et Yahoo! Keitai de SoftBank Mobile, pour distribuer des sonneries, des effets sonores et des sonneries vocales (chaku-voix), notamment :
- Hatsune Miku Mobile
- Pocket Sound Effect Pro
- Mazeteyo Nama Voice

Crypton importe des produits de plus de 50 fournisseurs internationaux basés en Autriche, Canada, Danemark, France, Allemagne, Hongrie, Italie, Russie, Afrique du Sud, Corée du Sud, Suède, Suisse, Royaume-Uni et États-Unis.
En 2010, Crypton Future Media a été annoncée comme la société n°1 en matière de logiciels liés au son, apportant une part de marché de 21,4 % pour son produit associé.

## Produits et services Vocaloid

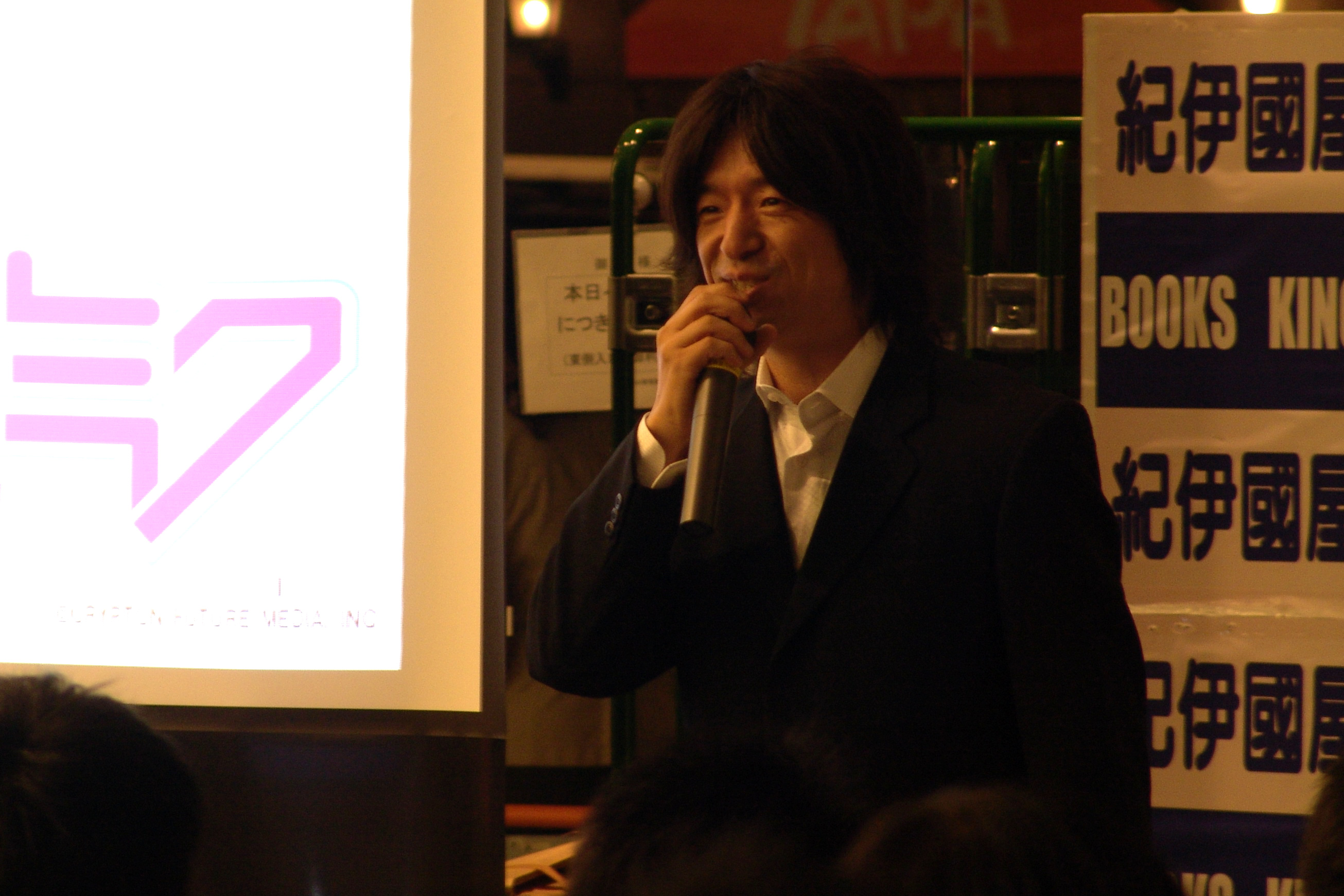
Le 12 octobre 2008, le président de Crypton, Hiroyuki Itō, a prononcé un discours au Science Café intitulé « Hatsune Miku Night - la diva transcendant la science » à Sapporo.

Crypton est surtout connu pour la production et la vente de logiciels de synthèse vocale pour la musique assistée par ordinateur. Ses produits utilisent le moteur de synthèse vocale Vocaloid développé par Yamaha Corporation ; ils étaient également chargés de trouver et de contacter des studios anglais afin d'obtenir des recommandations pour la version anglaise du logiciel Vocaloid. La société a lancé Meiko en 2004 et Kaito en 2006, initialement développés par Yamaha, laissant les versions commerciales à Crypton Future Media. La société a ensuite publié le premier Vocaloid qu'elle a développé et un membre de la série de personnages officiels Vocal, Hatsune Miku, qui utilisait le moteur Vocaloid 2. Le succès de la Hatsune Miku Voicebank au Japon (et plus tard dans d'autres pays) a considérablement rehaussé la notoriété de Crypton. La deuxième série de personnages vocaux est Kagamine Rin et Len et la troisième Megurine Luka . Parce que la popularité de ces Vocaloids a augmenté, Crypton a lancé le site Web Piapro pour télécharger du contenu créé par des fans et son propre label de musique KarenT pour vendre des chansons Vocaloid.
Le 31 août 2019, il a été confirmé que Crypton avait cessé de publier de nouveaux produits Vocaloid sur le moteur de synthèse et l'éditeur Cubase de Yamaha. Au lieu de cela, ils publieront de nouveaux produits "Vocaloid" sur leur nouveau moteur-éditeur Piapro Studio sous le nom NT (New Type) une fois que Crypton aura supprimé la compatibilité avec l'éditeur Cubase pour leurs produits de synthèse vocale.

### Produits Vocaloid
Kaito est le seul jeu vendu utilisant le moteur Vocaloid 1.1 ; les Vocaloids précédents étaient vendus sous le nom de Vocaloid 1.0, qui était également fourni pour cela. Cependant, il nécessite le patch Vocaloid 1.1.2 supplémentaire pour fonctionner sur le moteur Vocaloid 1.0. Un correctif a ensuite été publié pour mettre à jour tous les moteurs Vocaloid vers Vocaloid 1.1.2, ajoutant de nouvelles fonctionnalités au logiciel, bien qu'il y ait des différences dans la sortie du moteur. Bien que Kaito et Meiko soient japonais et chantent avec des voix japonaises, les principales interfaces anglaises et japonaises de Vocaloid sont écrites en anglais.
En raison du succès du placement de personnages sur la boîte de Meiko, le concept a été repris par son successeur Kaito et plus tard par les Vocaloids pour encourager la créativité, mais aucune des boîtes Vocaloid n'avait besoin de représenter ce Vocaloid au départ. Bien que Meiko se soit bien vendu, Kaito a été le seul à échouer commercialement au départ, ce qui a entraîné une baisse temporaire de la demande de chant masculin après la sortie initiale de Kaito. Cependant, les ventes ont finalement repris et Kaito a remporté le deuxième prix du meilleur vendeur Nico Nico Douga en 2008. Meiko et Kaito seraient en discussion pour une mise à jour. Plusieurs expressions vocales mises à jour ont déjà été enregistrées pour Kaito,,. En avril 2011, il a été confirmé que six expressions vocales avaient été enregistrées pour Kaito, dont deux avaient été abandonnées et les quatre autres étaient avancées, une ayant déjà atteint le stade alpha. La série Appends de Character Vocal (Hatsune Miku, Kagamine Rin/Len et Megurine Luka) a été créée à partir des performances vocales de leurs fournisseurs de voix, mais les nouveaux Kaito Appends ont été créés en ajoutant de l'écho, de la force et de la tension aux échantillons.
| Produit | Langue   | Genre   | Doubleur    | Date de sortie  |
| ------- | -------- | ------- | ----------- | --------------- |
| Meiko   | Japonais | Femelle | Meiko Haigo | 5 novembre 2004 |
| Kaito   | Japonais | Mâle    | Naoto Fuga  | 17 février 2006 |

### Produits Vocaloid 2
Crypton a sorti Hatsune Miku le 31 août 2007. Le deuxième de la série Character Vocal est le premier double Vocaloid Kagamine Len et Kagamine Rin, un homme et une femme japonais, sorti le 27 décembre 2007. Le 18 juillet 2008, l'édition mise à jour de Kagamine Rin et Len, nommée « acte2 », a été publiée. Pendant un certain temps, les utilisateurs ayant acheté l’ancienne version étaient autorisés à obtenir la nouvelle version gratuitement. Le 18 juin 2008, des chansons de démonstration bêta utilisant la nouvelle version ont été publiées sur le blog officiel de la société. Le disque d'extension est un logiciel entièrement différent et n'affecte en rien l'installation originale de Kagamine Rin/Len, donnant à l'utilisateur la possibilité d'utiliser exclusivement les anciens ou les nouveaux ensembles de voix ou de combiner leur utilisation. Crypton Future Media a désormais mis fin à la vente de son ancien Kagamine Vocaloid et il n'est désormais plus possible d'acheter le logiciel chez eux. C'était également la toute première mise à jour de Vocaloid effectuée pour un Vocaloid. Le troisième produit de la série Character Vocal de Crypton est Megurine Luka, le premier Vocaloid bilingue.
Le 30 avril 2010, une version mise à jour de Miku appelée Hatsune Miku Append a été publiée, contenant un ensemble de six tons différents de la voix de Miku : Soft (voix douce et délicate), Sweet (voix jeune, chibi), Dark (voix mature, au cœur brisé), Vivid (voix brillante et joyeuse), Solid (voix forte et claire) et Light (voix innocente et céleste). Crypton Future Media a également publié Kagamine Rin/Len Append le 27 décembre 2010,.

#### Produits sortis
| Produit                         | Langue              | Genre                    | Doubleur      | Date de sortie   |
| ------------------------------- | ------------------- | ------------------------ | ------------- | ---------------- |
| Hatsune Miku (CV01)             | Japonais            | Femelle                  | Saki Fujita   | 31 août 2007     |
| Kagamine Rin/Len (CV02)         | Japonais            | Femelle (Rin) Mâle (Len) | Asami Shimoda | 27 décembre 2007 |
| Kagamine Rin/Len (CV02) Acte 2, | Japonais            | Femelle (Rin) Mâle (Len) | Asami Shimoda | 18 juillet 2008  |
| Mégurine Luka (CV03)            | Japonais et anglais | Femelle                  | Yū Asakawa    | 30 janvier 2009  |
| Hatsune Miku Ajouter            | Japonais            | Femelle                  | Saki Fujita   | 30 avril 2010    |
| Kagamine Rin/Len Append         | Japonais            | Femelle (Rin) Mâle (Len) | Asami Shimoda | 27 décembre 2010 |

- Crypton a un "Projet si..." avec une voix mystérieuse et enfantine[22],[23],[24].
- Crypton a également travaillé sur un "CV04" avec une voix masculine[25],[26]

### Vocaloid 3 produits
Selon Crypton, une pétition lancée sur Facebook a dépassé les 30 390 membres nécessaires en novembre 2010 pour rejoindre le compte de Hatsune Miku afin qu'une version anglaise soit publiée ; Crypton a annoncé qu'ils travaillaient sur un Miku anglais et que leur sortie était prévue pour 2013,. Hatsune Miku English est sorti le 31 août 2013. Hatsune Miku V3 est sorti le 26 septembre 2013.
| Produit                 | Langue              | Genre   | Doubleur    | Date de sortie    |
| ----------------------- | ------------------- | ------- | ----------- | ----------------- |
| KAITO V3                | Japonais et anglais | Mâle    | Naoto Fuga  | 15 février 2013   |
| Hatsune Miku V3 anglais | Anglais             | Femelle | Saki Fujita | 31 août 2013      |
| Hatsune Miku V3         | Japonais            | Femelle | Saki Fujita | 26 septembre 2013 |
| MÉIKO V3                | Japonais et anglais | Femelle | Meiko Haigo | 4 février 2014    |

### Vocaloid 4 produits
| Produit                     | Langue              | Genre          | Doubleur      | Date de sortie    |
| --------------------------- | ------------------- | -------------- | ------------- | ----------------- |
| Mégurine Luka V4X           | Japonais et anglais | Femelle        | Yu Asakawa    | 19 mars 2015      |
| Kagamine Rin/Len V4X        | Japonais            | Femme et homme | Asami Shimoda | 24 décembre 2015  |
| Kagamine Rin/Len V4 Anglais | Anglais             | Femme et homme | Asami Shimoda | 24 décembre 2015  |
| Hatsune Miku V4X            | Japonais            | Femelle        | Saki Fujita   | 30 août 2016      |
| Hatsune Miku V4 anglais     | Anglais             | Femelle        | Saki Fujita   | 30 août 2016      |
| Hatsune Miku V4 chinois     | Mandarin chinois    | Femelle        | Saki Fujita   | 10 septembre 2017 |

### Piapro
En réponse à la popularité croissante des œuvres dérivées créées avec Hatsune Miku et les autres applications Vocaloid, Crypton a ouvert une communauté en ligne Piapro (stylisée comme PIAPRO) le 3 décembre 2007. Les fans de Vocaloid peuvent télécharger leur propre contenu, tel que de la musique, des œuvres d'art, des paroles, des personnages et des modèles 3D, sur la plateforme. "Piapro" est synonyme de production par les pairs et promeut les médias générés par les consommateurs.
Sous la marque Piapro se trouve également Piapro Studio de Crypton, un éditeur vocal Vocaloid implémenté sous forme de plugin VST/AU fourni avec tous leurs produits Vocaloid V3 complets (Miku V3, Miku V3 English, Miku V3 Bundle, Meiko V3, Kaito V3). Cela permet une fonctionnalité d'édition vocale complète presque identique en termes de prise en charge des fonctionnalités du logiciel complet Vocaloid 3 Editor de Yamaha, qui est disponible sous forme d'application autonome ou de plugin pour Cubase. Toutes les bibliothèques vocales de Vocaloid 3 incluent gratuitement l'éditeur Tiny Vocaloid 3, mais ses fonctionnalités sont sévèrement limitées par rapport à l'éditeur V3 complet - servant principalement d'aperçu de l'édition Vocaloid pour les débutants ou de moyen de tester facilement une nouvelle bibliothèque vocale. Piapro Studio a été créé pour permettre aux propriétaires de produits Crypton V3 de disposer d'un éditeur vocal complet avec une interface modernisée et rationalisée, fourni gratuitement. Il permet également le chargement de banques de voix Vocaloid 3 tierces non Crypton - ainsi que de V2 qui ont été importées au préalable dans l'éditeur V3 complet. Étant un plugin VST, il permet à l'utilisateur d'opérer entièrement dans la DAW de son choix, contrairement aux éditeurs minuscules ou complets V3 qui sont des applications autonomes et l'utilisateur doit exporter un wav pour l'importer dans sa DAW chaque fois qu'une modification ou une mise à jour est effectuée. nécessaire - ou exportez un fichier wav mis à jour depuis leur DAW comme musique de fond à importer dans l'éditeur V3, permettant une édition pratique et un flux de travail plus fluide. Actuellement, Piapro Studio ne dispose pas de certaines fonctionnalités de l'éditeur V3 complet, mais la plupart d'entre elles ne sont pas nécessaires pour travailler avec la composition vocale et le réglage du Vocaloid. Crypton a cependant mentionné qu'il aimerait implémenter quelque chose de similaire aux Job Plugins à un moment donné dans le futur.
Piapro Studio est également régulièrement mis à jour tous les quelques mois avec de nouvelles fonctionnalités et corrections de bugs. Les mises à jour de Vocaloid 3 Editor apparaissent beaucoup moins fréquemment, généralement seulement au moment de la sortie d'un nouveau Vocaloid. Piapro Studio propose également des icônes de chanteurs et des échantillons de prévisualisation vocales conçus par Piapro, ajoutés dans une mise à jour à l'été 2014.

## Voir également
- Vocaloïde
  - Meiko
  - Kaito
  - Hatsune Miku
  - Kagamine Rin/Len
  - Megurine Luka
- Synthèse de discours
- MAO
- Réglage automatique

## Lectures complémentaires
- 根津禎, « 実録 開発物語 パソコン用歌声合成ソフト「初音ミク」(第1回)出会いは着メロから », Nikkei Electronics, Nikkei Business Publications, no 971,‎ 11 février 2008, p. 107–110 (ISSN 0385-1680)